# Ija
Ija (russisk: Ия, tr. Ija) er en flod i Irkutsk oblast i Rusland. Floden er 484 km lang, med et afvandingsområde på 18.100 km². 
Den har sit udspring på nordskråningen af Sajanbjergene, og munder ud i Okinskijbugten i Bratskreservoiret. Ija er islagt fra månedsskiftet oktober/november til slutningen af april. De største bifloder er Kirej, Ikej, og Ilir. 
Ved Ija ligger byen Tulun.